# ファビアン・ガルティエ
ファビアン・ガルティエ（Fabien Galthié、1969年3月20日-）はフランス、カオール出身の元ラグビー選手、ラグビー指導者。2019年からラグビーフランス代表のヘッドコーチを務めている。現役時代のポジションはスクラムハーフで、フランス代表のキャプテンも務めた。

## 経歴
南西部の町、コロミエでトレーニングを受け、USコロミエでの主要な実績は1999年のハイネケンカップ準優勝と2000年のトップ14準優勝がある。USコロミエとスタッド・フランセ・パリが戦った後者では、膝の負傷のため欠場した。
2001年、スタッド・フランセ・パリに移籍。2003年、ガルティエにとってクラブにおける最後の試合でフランスのチャンピオンに輝く。
ラグビーフランス代表におけるキャリアは、ラグビーワールドカップ1991には出場したがラグビーワールドカップ1995では代表を外れた。しかし、ギー・アコセベリの負傷により招集され、準決勝で南アフリカ代表に敗れた。
1999年に再びワールドカップ開催中に招集され、準々決勝に出場。準決勝でニュージーランド代表を破って決勝に進出。オーストラリア代表に敗北。
1999年に代表監督がベルナール・ラポルトに変わり、2002年、ガルティエはキャプテンとしてシックス・ネイションズでグランドスラム（全勝優勝）を達成。IRBが選ぶ、この年の最優秀選手となる。
イングランド代表に敗れたラグビーワールドカップ2003準決勝を最後に現役を引退。
フランスのラグビー専門紙ミディ・オランピックのオスカー（国内リーグ最優秀選手）に2001年、2003年と二回選ばれた。
引退後、短期間 Havas Sports で働いたのち、2004年にスタッド・フランセ・パリのヘッドコーチに就任。同年、トップ14準優勝とハイネケンカップ準優勝。2007年にトップ14で優勝した。
その後、モンペリエ・エロー・ラグビー、RCトゥーロンのヘッドコーチを歴任し、2019年にフランス代表のヘッドコーチに就任。2022年にシックス・ネイションズをグランドスラムで優勝した。

## キャリア

### 現役時代
- USコロミエ - 2001年
- ウェスタン・プロヴィンス 1995年
- スタッド・フランセ・パリ 2001年 - 2003年

### 指導者
- スタッド・フランセ・パリ 2004年 - 2008年
- モンペリエ・エロー・ラグビー 2010年 - 2014年
- RCトゥーロン 2017年 - 2018年
- フランス代表 2019年 -

## タイトル

### 現役時代

#### クラブ
- 1998年、ヨーロピアン・チャレンジ・カップ優勝。
- 1999年、ハイネケンカップ準優勝。
- 2003年、フランス選手権トップ14優勝。

#### フランス代表
- 1991年から2003年まで、64セレクション（うち24セレクションがキャプテン）。
- ワールドカップに4回出場。フランスで最多記録。世界中でもこの記録を持つのは他に6人しかいない。（ラグビーワールドカップ2007開催前の時点で。）
  - 1991年、準々決勝。
  - 1995年、3位。
  - 1999年、準優勝。
  - 2003年、4位。
- ハイネケンカップのグランドスラム、1997、1998、2002年。
- 1997年、ラテンカップ優勝。
- ニュージーランド遠征（1999、2001、2003年）、南アフリカ遠征（2001年）、アルゼンチン遠征（2003年）に参加。

### 指導者

#### スタッド・フランセ・パリ
- フランス選手権トップ14 優勝 - 2007年

#### フランス代表
- シックス・ネイションズ 優勝（グランドスラム） - 2022年

| 受賞                | 受賞                     | 受賞                          |
| ------------------- | ------------------------ | ----------------------------- |
| 先代 キース・ウッド | IRB年間最優秀選手賞 2002 | 次代 ジョニー・ウィルキンソン |